# بيويتشد
بيويتشد (بالإنجليزية: Bewitched)‏ هو مسلسل كوميدي انتج في الولايات المتحدة. بدأ عرضه في سنة 1964. عرض على هيئة الإذاعة الأمريكية. بلغ عدد مواسم المسلسل 8 مواسم، بلغ عدد حلقاته 254 حلقة، المسلسل من تأليف سول ساكس، تم بث المسلسل لأول مرة بتاريخ 17 سبتمبر 1964 بينما تم بث آخر حلقة منه بتاريخ 25 مارس 1972 بعد أن استمر لقرابة 8 أعوام. من بطولة إليزابيث مونتجومري، وديك يورك وأغنيس مورهيد ودايفيد وايت.

## روابط خارجية
- بيويتشد على موقع IMDb (الإنجليزية)
- بيويتشد على موقع ميتاكريتيك (الإنجليزية)
- بيويتشد على موقع الموسوعة البريطانية (الإنجليزية)
- بيويتشد على موقع روتن توميتوز (الإنجليزية)
- بيويتشد على موقع أول موفي (الإنجليزية)
- بيويتشد على موقع فيلمافينيتي (الإسبانية)
- بيويتشد على موقع كينوبويسك (الروسية)
- بيويتشد على موقع ألو سيني (الفرنسية)
- بيويتشد على موقع قاعدة بيانات الفيلم (الإنجليزية)